# الحزب الديمقراطي الجديد
الحزب الديمقراطي الجديد (بالإنجليزية: New Democratic Party)‏ هو ثاني أكبر الأحزاب الكندية في البرلمان الحالي بعد حزب المحافظين الكندي. في الانتخابات التشريعية التي أجريت في الثاني من أيار عام 2011، فاز الحزب بالمركز الثاني من حيث عدد المقاعد حاصلًا على 103 مقاعد من أصل 308 مقاعد في البرلمان الكندي وهكذا تكون الحزب المعارضة الرسمية للمرة الأولى على المستوى الفدرالية. أهلت هذه النتيجة الحزب للحصول على صفة المعارضة الرسمية على حساب حزب الأحرار الكندي.